# Walthamstow Central (stanice metra v Londýně)
Walthamstow Central je stanice londýnského metra, otevřená roku 1870. Vlaky National Rail jezdily dříve z Lea Bridge. Původní název stanice zněl Hoe Street. Dnes se nachází na lince:
- Victoria Line – zde linka končí, před touto stanicí je Blackhorse Road
- Overground

| Rok  | Počet cestujících |
| ---- | ----------------- |
| 2011 | 14,32 mil.        |
| 2012 | 15,09 mil.        |
| 2013 | 16,68 mil.        |
| 2014 | 18,08 mil.        |